# Gramática del afrikáans
La gramática del afrikáans es muy analítica, tal vez la más analítica de todas las lenguas indoeuropeas. Cuando comparamos el afrikáans con otras lenguas indoeuropeas observamos que los modelos de flexión de los verbos son simples.

## Verbos
No hay distinción entre las formas infinitivas y las formas de presente de los verbos, con estas excepciones:
| en español   | forma infinitiva | forma presente indicativo |
| ------------ | ---------------- | ------------------------- |
| estar, ser   | wees             | is                        |
| haber, tener | hê               | het                       |

Además, los verbos no tienen una conjugación diferente para cada pronombre personal. Por ejemplo:
| español                                  | neerlandés       | afrikáans      |
| ---------------------------------------- | ---------------- | -------------- |
| yo soy, estoy                            | ik ben           | ek is          |
| tú eres, estás                           | jij/u bent       | jy is          |
| usted/él/ella es, está                   | u/hij/zij/het is | u/hy/sy/dit is |
| nosotros somos, estamos                  | wij zijn         | ons is         |
| vosotros sois. estáis/ustedes son, están | jullie zijn      | julle is       |
| ellos/ellas son, están                   | zij zijn         | Hulle is       |

El pretérito perfecto simple, pasado simple o indefinido (p.e. miré) ha sido substituido completamente por el pretérito perfecto compuesto (p.e. "Ek het gekyk", he mirado). La única excepción es el verbo wees, que tiene la forma préterita was.
El afrikáans tampoco tiene pretérito pluscuamperfecto (p.e. había mirado). En su lugar, el pluscuamperfecto, igual que el pretérito perfecto simple, se expresa usando el pretérito perfecto compuesto.

## Morfología

### Nombres
Como en inglés, los nombres en afrikáans no tienen género gramatical, pero hay una distinción entre las formas de singular y plural. La forma más frecuente es el sufijo, -e, p.e. bier (sg.), biere (pl.), pero muchos nombres hacen el plural -s, p.e. artikel (sg). artikels (pl).

### Adjetivos
Los adjetivos polisílabos tienen dos formas: atributiva y predicativa. Cuando el adjetivo está delante del nombre, se usa la forma atributiva (con -e), y después del nombre, se usa la forma predicativa. Por ejemplo:
La decisión es oficial
Die besluit is amptelik.
Es una decisión oficial.
Dit is 'n amptelike besluit
Los adjetivos monosílabos pueden tener una o dos formas. Las reglas que lo gobiernan son complicadas.